# Рибноозерська культура
Рибноозерська культура — новокам'яна культура, що сідноситься до кола культур ямково-гребінцевої кераміки лісових районів Східної й Північної Європи. Існувала за пізньої новокам'яної доби у 3000-2300 (за іншими даними 2500-2000) роках до Р. Х..
Змінила середньоновокам'яну рязансько-долговську культуру приходнів з півночі.
Основна пам'ятка – стоянка Станова Ряса. Названа за поселенням Рибне Озеро над річкою Матира (притока річки Вороніж) біля Липецька. Тепер Рибне озеро зникло у водах Матирського водосховища біля Липецька.

## Дослідження
Рибноозерська культура була виділена через необхідність відокремлення пам'яток ямочно-гребінцевої кераміки Північної України й Наддоння від решти неолітичних пам'яток.
Культура виділена В. П. Левенком. Арсен Синюк заперечує існування рибноозерської культури. Він визнав існування такою верхньодінської групи, у якій відбулася асиміляції північних приходнів, проте матеріал використаний В. П. Левенком вважає пережитками неолітичних ремінісценцій в поєднанні з ознаками впливу культур енеоліту й навіть бронзової доби, включно з місцевою середньодінською катакомбною культурою.

## Походження
Рання новокам'яна доба Подоння пов'язана з місцевою середньодонською культурою, для якої характерна кераміка з накольчастим орнаментом й мікролітичний інвентар, вона датується 4500-3500 роками до Р. Х. Середня новокам'яна доба знаменується проникненням північних лісових племен й складанням рязансько-долговської культури, що існувала у 3500-3000 роках до Р. Х..
Пам'ятки з ямочно-гребінцевої керамікою лісостепу розділені дослідниками на неоліт Лівобережної України й рязансько-долговську культуру Подоння. Ймовірно, що населення, яке залишило пам'ятки типу стоянки Долге, просунулося у Верхнє Подоння з півночі й поступово досягло Середнього Наддоння.
Саме асиміляція північних приходнів з ямково-гребінцевою традицією верхньодінським племенем з накольчатою традицією призвів до появи населення, що було виділено В. П. Левенком у рибноозерську культуру.
Просування племен з ямково-гребінцевою керамікою могла охопити великі простори та йти у широтному напрямку, навіть до лівого берегу Дніпра. Цей рух ішов поступово, вбираючи традиції місцевого населення, що поступово розчинялося у ньому, що відображається у матеріалах пам'яток зі змішаним культурним шаром. Радянські археологи намагалися відмовитися від поділу неоліту з ямково-гребінцевої керамікою у лісостеповій зоні на різні культури, об'єднати їх в єдину лісостепову культуру та виділити у ній різні варіанти й хронологічні етапи, оскільки її носіями були різні етноси й культурних традицій. Проте сучасна археологія поглибила різноманітність різних культур лісостепового неоліту.

## Характеристика
Усередині лісостепової зони пам'ятки нетотожні, проте вони мають загальні риси, що отримали відображення головним чином у технології й орнаментації посуду.
Рибоозерська культура вважається "рибальською культурою". Рибальство стояло на першому місці й становило основу господарства. На стоянках безліч гарпунів й гачків.

### Кераміка
Для ямково-гребінцевої кераміки лісостепу характерні домішка рослинності або товченої раковини, розчухи поверхні гребінчастим штампом, відносна тонкостінність (0,5-0,7), сильний випал. В орнаментації можна відзначити такі загальні риси: дрібні ямки різних форм, поставлені в рядок, або в шаховому порядку, часто по діагоналі, нерідко нанесені під кутом, або у скорописній манері. Широко поширені «перлини» по краю й гофрований зріз, що не зустрічається в лісовій зоні.
У кремнієвому інвентарі пам'яток з ямково-гребінцевої керамікою лісостепу багато подібних форм — ромбічні, трикутні й листоподібні наконечники стріл й списів. Інші вироби свідчать про вплив з боку дніпро-донецької культурної спільності — пластинчасті трикутні наконечники стріл з прямою підставою й ретушшю по краю, трапеції. Можливо й механічне змішання матеріалів, оскільки останні характерні скоріше для західних й південних областей.